# Gmina Czarnożyły
Czarnożyły (deutsch Czarnozyly, 1943–1945 Schwarzgrund) ist ein Dorf und Sitz der gleichnamigen Gemeinde im Powiat Wieluński der Woiwodschaft Łódź, Polen.

## Geschichte
Das Gemeindegebiet gehörte während der deutschen Besetzung von 1939 bis 1945 zum Reichsgebiet und war Teil des Landkreises Welun im Reichsgau Wartheland.

## Gemeinde
Zur Landgemeinde (gmina wiejska) Czarnożyły gehören 11 Ortsteile mit einem Schulzenamt (sołectwo):
Czarnożyły (1943–1945 Schwarzgrund)
Emanuelina (1943–1945 Kieferndorf)
Gromadzice (1943–1945 Haufendorf)
Kąty (1943–1945 Kanten)
Łagiewniki (1943–1945 Schaffhausen)
Opojowice (1943–1945 Oppersfeld)
Platoń
Raczyn (1943–1945 Nabwisdorf)
Staw (1943–1945 Teichdorf)
Stawek
Wydrzyn (1943–1945 Otternhof)
Weitere Ortschaften der Gemeinde sind Działy und Leniszki.